# Vitão
Vitor Eduardo da Silva Matos dit Vitão, né le 2 février 2000 à Jacarezinho au Brésil, est un footballeur brésilien qui évolue au poste de défenseur central au SC Internacional.

## Biographie

### En club
Natif de Jacarezinho au Brésil, Vitão est formé par le SE Palmeiras, qu'il rejoint en 2015. En mai 2019, Vitão prolonge son contrat jusqu'en avril 2024.
Le 2 septembre 2019 Vitão rejoint l'Europe et l'Ukraine en signant en faveur du Chakhtar Donetsk, qui le recrute de Palmeiras pour 4 millions d'euros.
Il joue son premier match de Ligue des champions face au Real Madrid le 21 octobre 2020. Il entre en jeu en fin de match et son équipe s'impose par trois buts à deux. Vitão est titularisé lors du match retour face aux madrilènes, le 1er décembre 2020 et son équipe s'impose à nouveau, par deux buts à zéro. La prestation du jeune défenseur brésilien est saluée après le match.
En avril 2022, Vitão fait son retour au Brésil en étant prêté au SC Internacional pour quelques mois,.
C'est avec ce club qu'il marque son premier but en professionnel, le 9 mai 2022, lors d'une rencontre de championnat contre l'EC Juventude. Titulaire, il ouvre le score et les deux équipes se neutralisent (1-1 score final).

### En équipe nationale
Vitão dispute avec l'équipe du Brésil des moins de 17 ans le championnat sud-américain des moins de 17 ans en 2017. Lors de cette compétition, il prend part à huit rencontres. Il est le capitaine de cette équipe du Brésil, qui remporte ce tournoi.
Il participe ensuite avec cette équipe à la Coupe du monde des moins de 17 ans 2017 organisée en Inde. Il est à nouveau capitaine de cette sélection du Brésil et dispute l'intégralité des sept matchs de son équipe. Le Brésil s'incline en demi-finale face à l'Angleterre, pour finalement terminer troisième du tournoi. Au total il joue 24 matchs pour un but avec les U17.
Avec les moins de 20 ans, il participe au championnat sud-américain des moins de 20 ans en 2019. Lors de cette compétition, il officie comme capitaine et joue les neuf matchs de son équipe.

## Palmarès

### En club
Chakhtar Donetsk
- Champion d'Ukraine en 2020

### En sélection
Brésil -17 ans
- Vainqueur du championnat sud-américain des moins de 17 ans en 2017 avec l'équipe du Brésil des moins de 17 ans
- Troisième de la Coupe du monde des moins de 17 ans en 2017 avec l'équipe du Brésil des moins de 17 ans